# Repapa paradoxa
Repapa paradoxa är en insektsart som beskrevs av Andrej Vasiljevitj Gorochov 2001. Repapa paradoxa ingår i släktet Repapa och familjen syrsor. Inga underarter finns listade i Catalogue of Life.